# William Pole, 7. Baronet

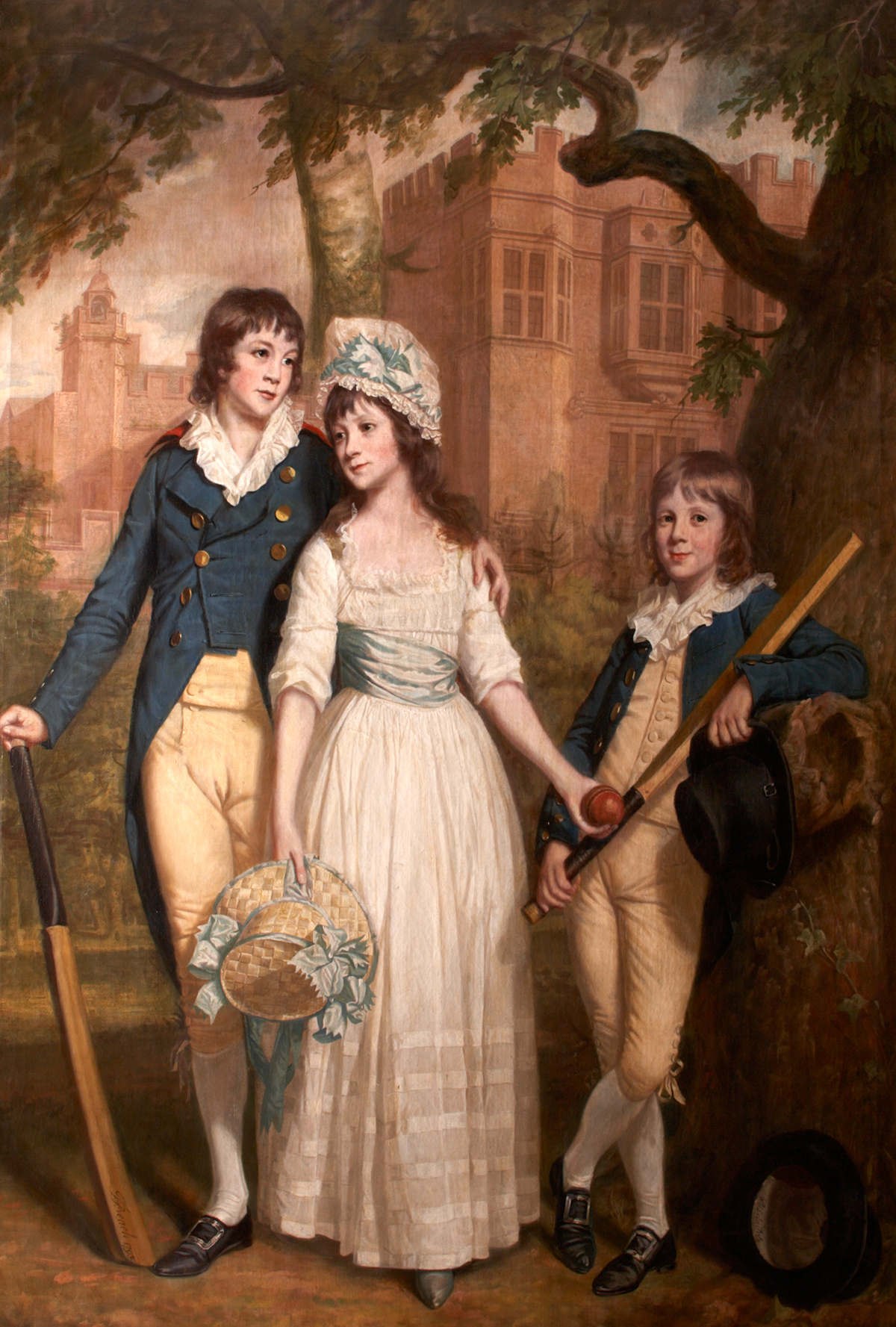
William Pole (links) als Kind mit seinen Geschwistern Mary-Anne und John George vor Old Shute House. Gemälde von Thomas Beach, 1793

Sir William Templer Pole, 7. Baronet (* 2. August 1782; † 1. April 1847) war ein britischer Adliger.
William Pole entstammte der Familie Pole, einer Familie der Gentry von Devon. Er war der älteste Sohn von Sir John Pole, 6. Baronet und dessen Frau Anne Templer. 1789 änderte sein Vater seinen Namen in de la Pole, doch Pole behielt seinen Namen bei. Beim frühen Tod seines Vaters 1799 erbte er dessen umfangreichen Landbesitz und den Titel Baronet, of Shute House in the County of Devon. Sein Vater hatte in Shute ein neues Herrenhaus erbaut und dazu umfangreichen Landbesitz erworben, so dass das Erbe finanziell belastet und ungeordnet war. Pole studierte ab 1801 am Christ Church College in Oxford. 1804 machte er einen Abschluss als Master, dazu studierte er 1803 am Lincoln’s Inn in London. 1810 erwarb er den Grad eines Doktors der Rechte. 1818 diente er als Sheriff von Devon.
In erster Ehe heiratete Pole seine Cousine Sophia Anne Templer, eine Tochter von George Templer aus Shapwick House in Somerset. Mit ihr hatte er einen Sohn:
- Sir John George Reeve de la Pole, 8. Baronet (1808–1874)

Am 30. August 1810 heiratete De La Pole in zweiter Ehe Charlotte Fraser, eine Tochter von John Fraser. Mit ihr hatte er mehrere Kinder, darunter:
- Charlotte Pole (1813–1898)
- Sir William Edmund Pole, 9. Baronet (1816–1895)
- Reginald Frederick Pole (1818–1848)

Sein Erbe wurde sein ältester Sohn John aus seiner ersten Ehe.